# Stadion Erster Mai
Das Stadion „1. Mai“ (auch Rungrado May Day Stadium genannt) ist das derzeit größte Fußballstadion mit Leichtathletikanlage. Es liegt auf der Insel Rungna in Pjöngjang im Stadtbezirk Chung-guyŏk, Nordkorea. Der Name leitet sich vom 1. Mai, dem Kampftag der Arbeiterbewegung, ab. An jenem Tag findet im Stadion das Arirang-Festival statt.

## Geschichte
Das Stadion wurde anlässlich der Weltfestspiele der Jugend und Studenten 1989 erbaut und nach zweieinhalbjähriger Bauzeit am 1. Mai 1989 eröffnet. Es hatte ursprünglich eine Kapazität von 150.000 Zuschauern und befindet sich auf dem zweiten Platz der Liste der größten Stadien der Welt. 
Am 28. und 29. April 1995 fand die zweitägige Wrestling-Veranstaltung Collision in Korea der WCW und der NJPW statt. Am zweiten Tag sollen bis zu 190.000 Zuschauer im Stadion gewesen sein. Insgesamt verfolgten 340.000 Besucher die Kämpfe.
Neben der Nutzung als Sportstätte ist das Stadion insbesondere Veranstaltungsort für Paraden und Feste. So dient es seit Mai 2002 für die Massengymnastik Arirang, bei der über 100.000 Akteure eine überdimensionale und akribisch genau choreographierte Gymnastik- und Kunstvorführung darbieten. Arirang ist eine der wenigen Veranstaltungen in Nordkorea, die auch für ausländische Gäste geöffnet sind. Insgesamt waren mehr als 250.000 Personen im Stadion, bisher die höchste Anzahl in der Geschichte dieses Stadions.
Im September 2013 ordnete Machthaber Kim Jong-un die Renovierung des Stadions an. Dabei sollten die Stadionsitze und die Leichtathletikanlage erneuert, der Naturrasen durch Kunstrasen ersetzt und das Flutlicht modernisiert und verbessert werden. Anfang April 2014 konnten die Arbeiten beginnen. Bis zu 10.000 Soldaten der Volksarmee wurden zur Renovierung abkommandiert und in provisorischen Containergebäuden am Stadion einquartiert. Das Arirang-Festival 2014 wurde wegen der Umgestaltung abgesagt.
Kurz nach Beendigung der letzten Arbeiten wurde am 28. Oktober 2014 die Wiedereröffnung in der gefüllten Veranstaltungsstätte zelebriert. Die neue Bestuhlung ist in den Nationalfarben Rot, Blau und Weiß gehalten. Die Fassade sowie das Innere erhielten einen orange-weißen Anstrich. Darüber hinaus wurden die V.I.P.-Räume und fast alle der zahlreichen Trainingseinrichtungen renoviert. Die Kosten der Modernisierung sowie die derzeitige Kapazität des Stadion Erster Mai sind nicht bekannt, die frühere Anzahl von 150.000 Plätzen erreicht das Stadion jedoch nicht mehr. Aufgrund der neuen Sitzanordnung ist eher davon auszugehen, dass das neue Fassungsvermögen bei 114.000 Plätzen liegt.

## Architektur
Das Stadion ist über 60 Meter hoch, hat acht Stockwerke und eine Nutzungsfläche von über 207.000 Quadratmetern. Es ist aus 16 miteinander verbundenen, etwa hundert Meter breiten und ringförmig angeordneten Bogendächern aus Aluminium konstruiert, was ihm das Aussehen einer sich öffnenden Blüte gibt.
Im Inneren des Stadions befindet sich ein Kunstrasen-Fußballfeld sowie eine Anlage für Leichtathletikwettkämpfe. Des Weiteren gibt es mehrere Trainingshallen, Erholungsräume und ein Schwimmbad sowie einen Speisesaal und Übertragungsräume im Stadion. Im sechsten Stock befindet sich eine mehrere hundert Meter lange Laufbahn.

## Galerie

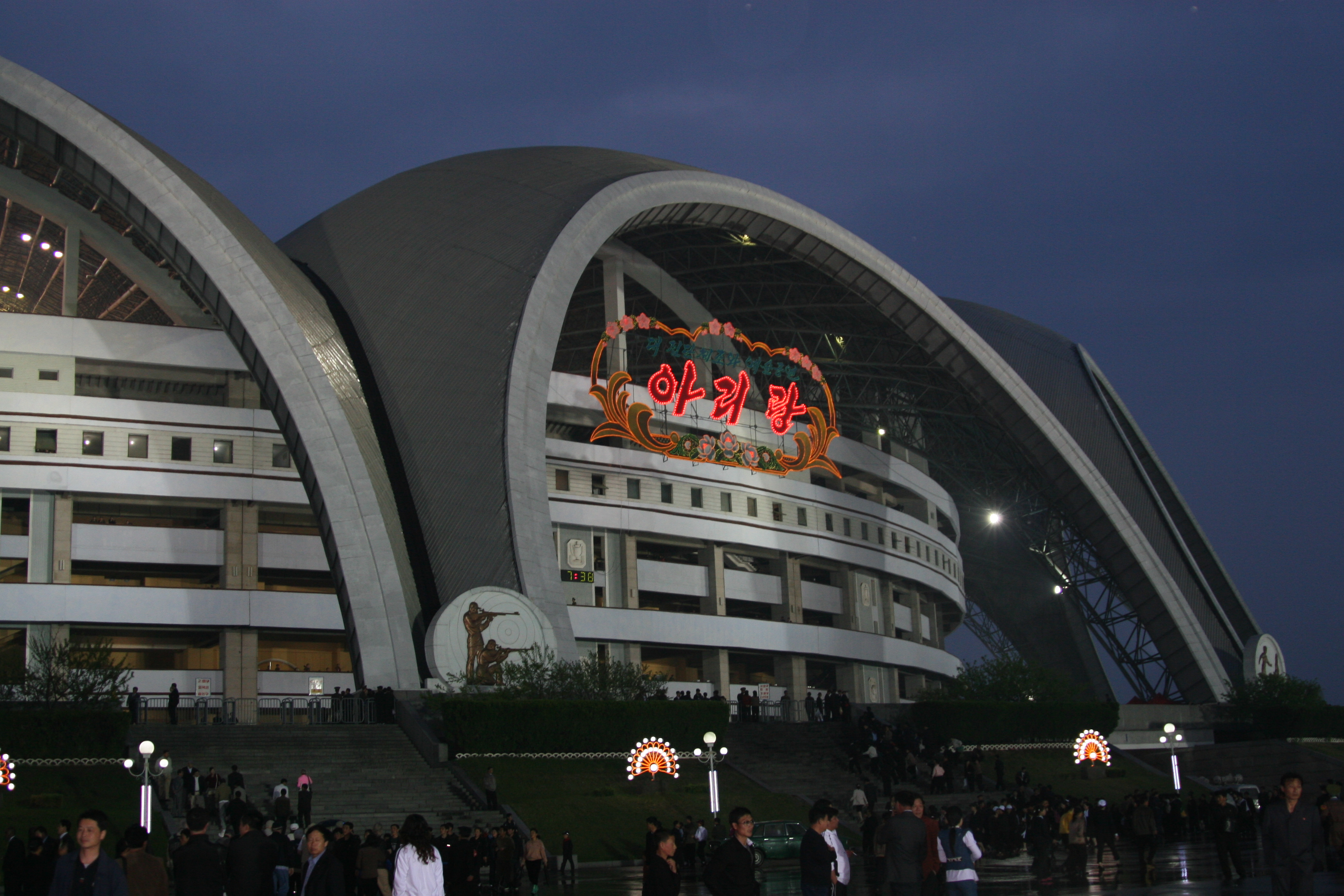
Das Stadion bei Nacht
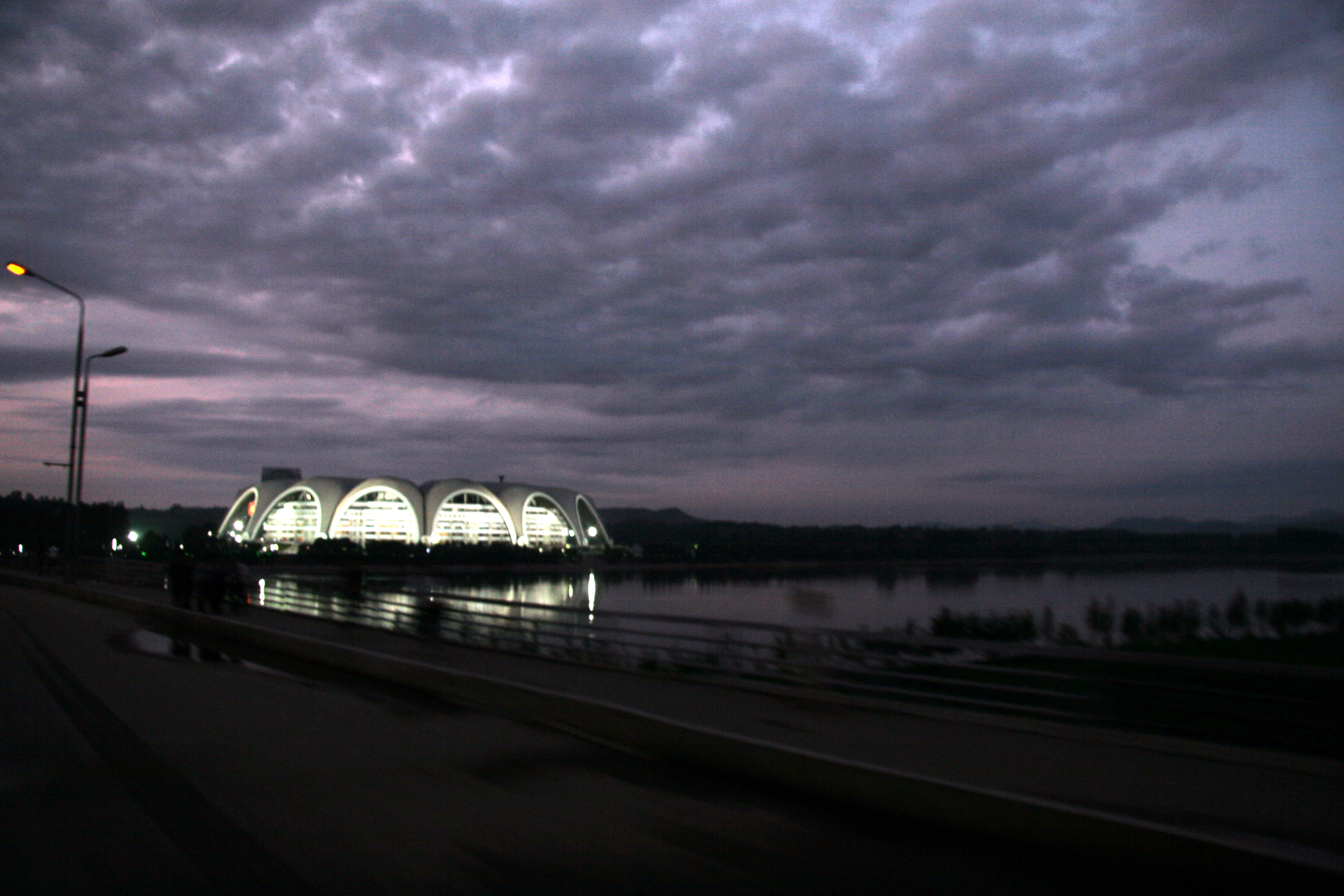
Das erleuchtete Stadion
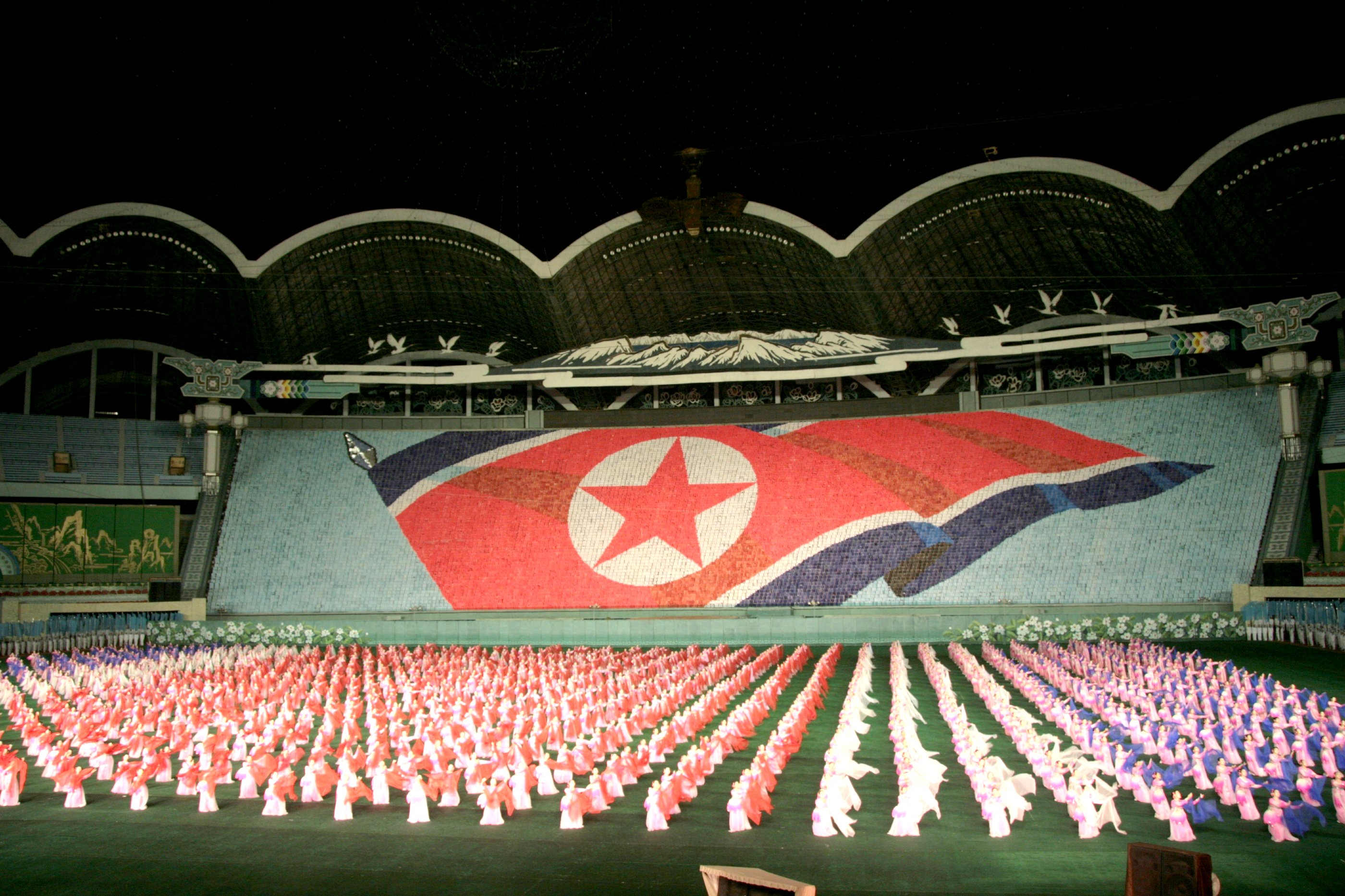
Das Stadion Erster Mai bei einer Massenveranstaltung im Januar 2008
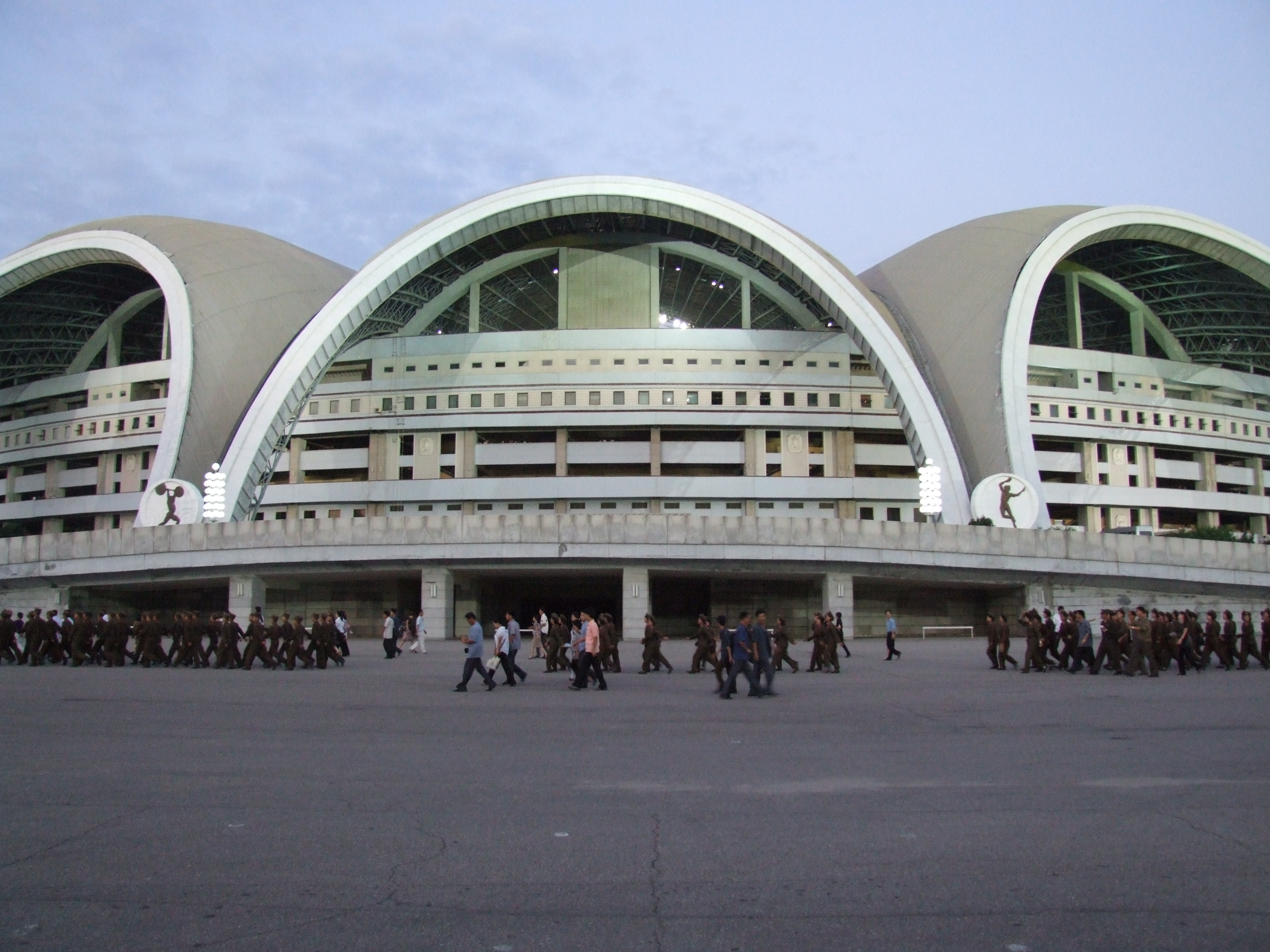
Das Stadion während des Arirang-Festivals im August 2012